# 豹斑蛇林氏亞種
豹斑蛇林氏亞種（學名：Pantherophis obsoletus lindheimeri），俗稱德州鼠蛇，是豹斑蛇的一个亚种。成體為棕色，斑紋明顯。主要分佈於美國德克薩斯州、俄克拉荷馬州南部及路易斯安那州南部。